# Voyageur

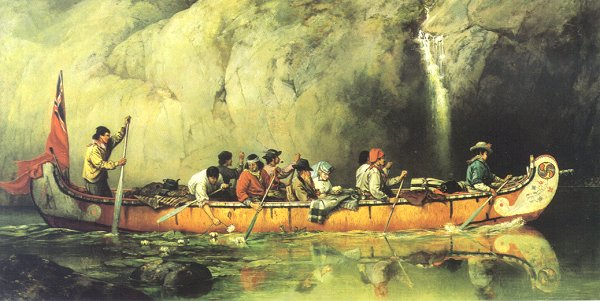
Voyageurs im Großkanu

Als Voyageurs wurden ursprünglich Personen (fast ausschließlich französischer Abstammung oder Métis) bezeichnet, die Transportaufgaben im Pelzhandel in Nordamerika übernahmen und insbesondere die großen Pelzhandelskanus bewegten. Dieser Begriff weitete sich später auf alle am Pelzhandel beteiligten Männer aus, schloss also die Händler (bourgeois), ihre Angestellten (commis) und vertraglich gebundenen Mitarbeiter, oft Schuldknechte (engagés), mit ein.

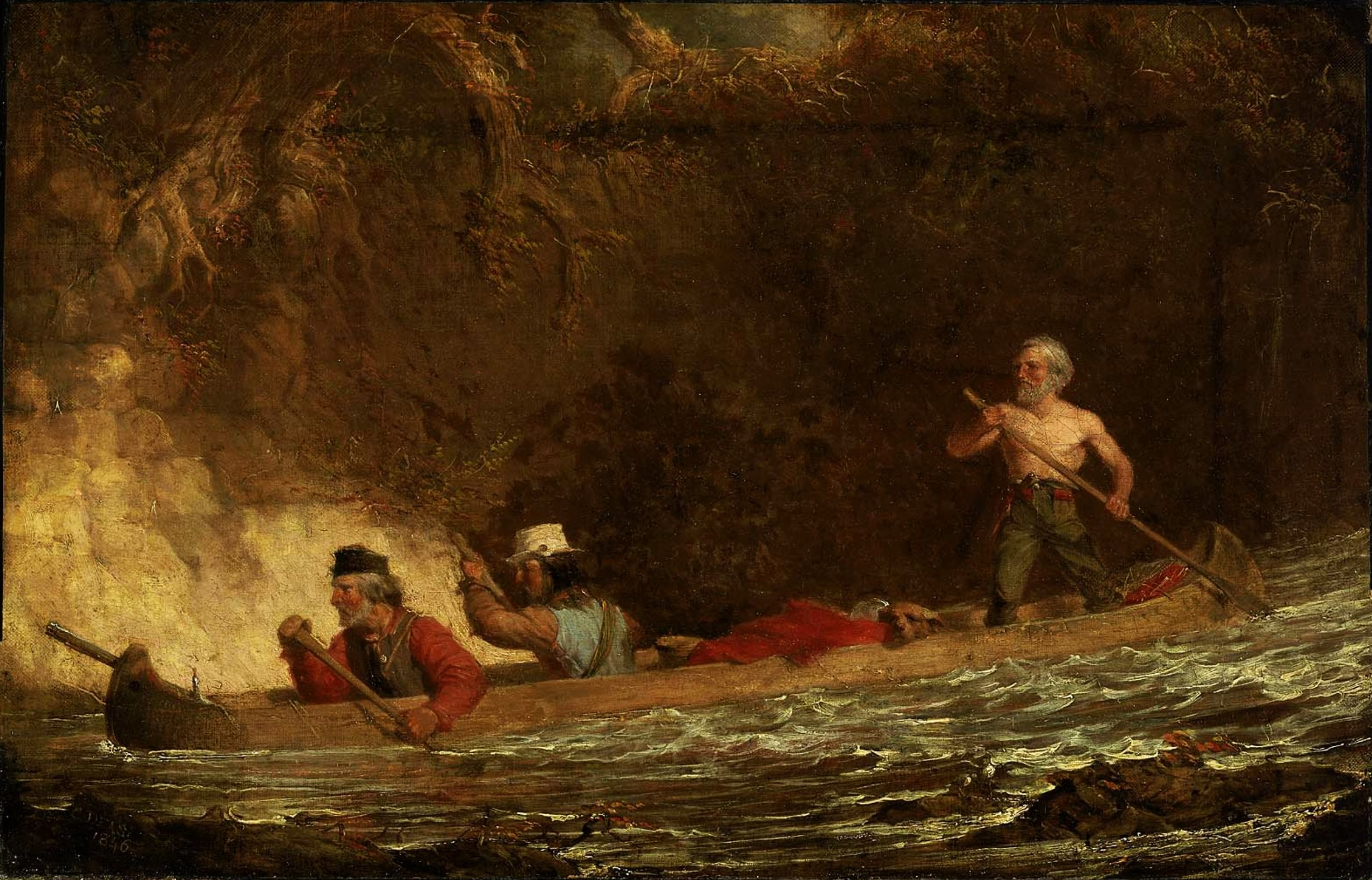
Kanadierfahrt, Charles Deas 1846

Voyageurs entstanden, als die großen Pelzhandelsgesellschaften wie die Hudson’s Bay Company oder North West Company mit Niederlassungen tief in den Kontinent vorstießen und Flüsse die einzigen Verkehrswege waren. Die Voyageurs wurden vorwiegend aus der französischstämmigen Unterschicht rekrutiert. In einigen Fällen wurden vorher selbständige, als Coureur des bois (Waldläufer) bezeichnete, Händler eingestellt, weshalb die Voyageurs als Nachfolger der Coureurs gelten. Ihre Arbeit war mit hoher körperlicher Belastung und mit etwa 14 Stunden täglicher Arbeitszeit verbunden. Sie paddelten und portagierten die großen, schwerbeladenen Kanadier und waren dabei beim Befahren von Stromschnellen oder der Großen Seen bei jedem Wetter vielen Gefahren ausgesetzt. Häufig ruinierten sie ihre Gesundheit, bei einer deutlich unterdurchschnittlichen Lebenserwartung.
Dank der festen und viel frequentierten Handelsrouten der Voyageurs konnte sich der französische Einflussbereich in Nordamerika von Montreal aus stark ausbreiten, entlang der Routen entstanden Forts und Handelsposten. Die Voyageurs waren Volkshelden und wurden in vielen Liedern und Gedichten thematisiert.

## Geschichte

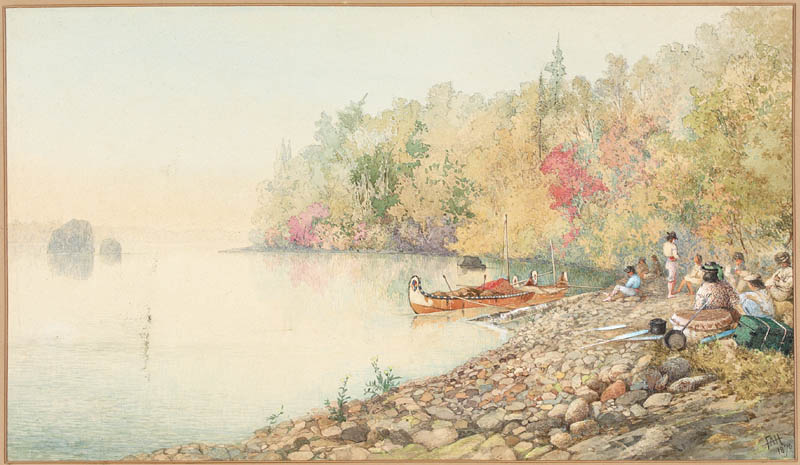
Lager, Frances Anneum Hopkins 1870

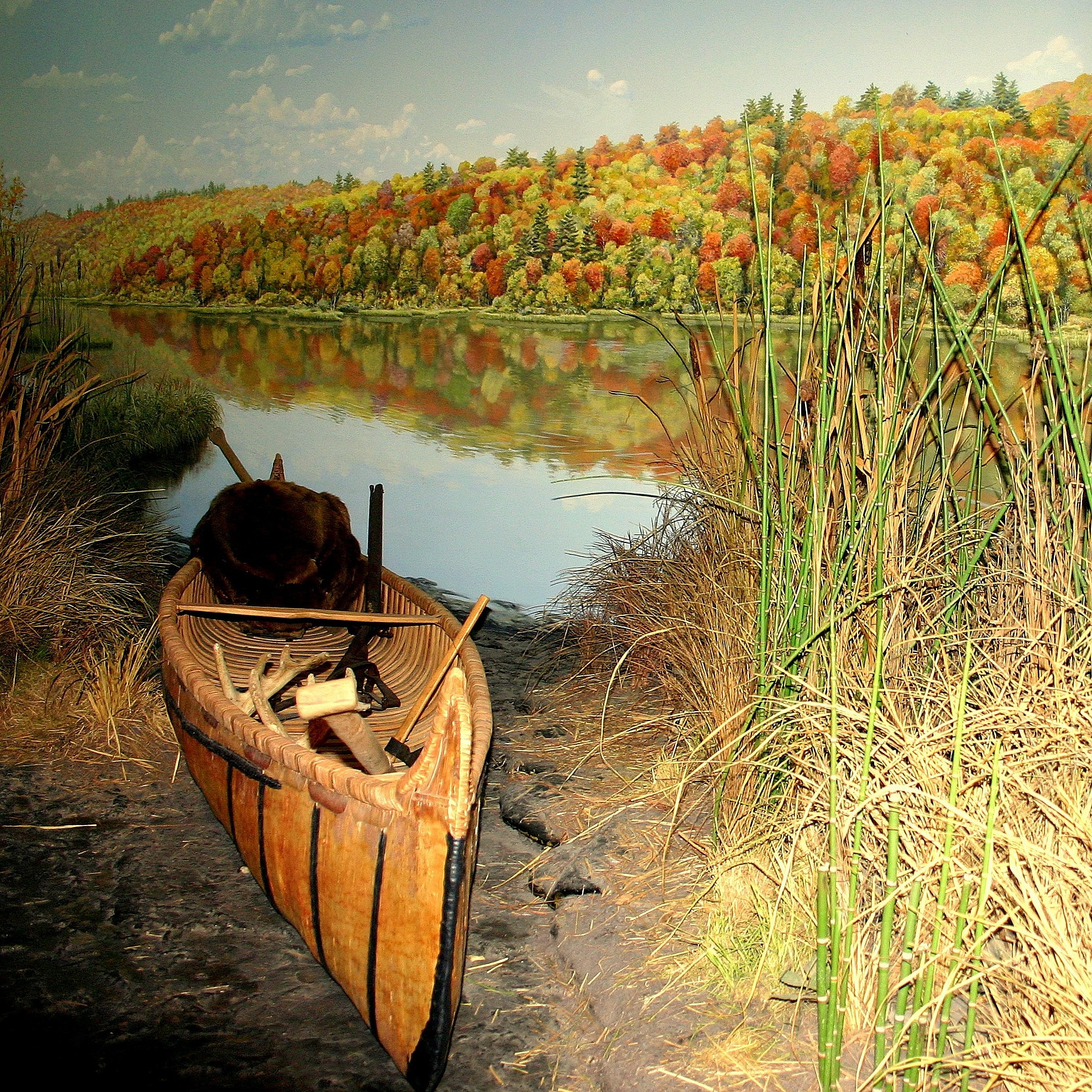
Kanu eines Voyageurs (Michigan Historical Museum, Lansing, Michigan)

Im Jahrzehnt vor 1821 arbeiteten über 3.000 Voyageurs. Für 1738 ließen sich 380 Verträge nachweisen, was etwa einem Drittel bis einem Fünftel der Gesamtzahl entsprach, die tätig waren, denn diese Kontrakte wurden auf drei bzw. fünf Jahre abgeschlossen. So unsicher wie die zahlenmäßige Erfassung bis heute ist, so kann man doch als Untergrenzen 500 Voyageurs für 1784, 1120 für 1801, 2000 für das Jahr 1816 ermitteln. 1790 berichtet George Heriot, dass 350 paddlers, 18 Führer sowie 9 Angestellte mit dem Transport zwischen Grand Portage und Montreal jedes Jahr beschäftigt wurden. 1801 berichtete Alexander Mackenzie, die North West Company beschäftige 50 Angestellte, 71 Dolmetscher, 1120 Kanumänner und 35 Führer.
Sie stammten fast ausschließlich aus Montréal und Trois-Rivières. Die meisten arbeiteten einige Jahre, kehrten jedoch danach zurück. Normalerweise arbeitete nur ein Familienmitglied als Voyageur, so dass sie selten Verwandte mitbrachten. Da sie zudem extrem mobil waren, basierten ihre Freundschaften auf ihrer Arbeit und den daraus resultierenden Kontakten. Da sie fast alle Französisch sprachen, blieb dies ihr meist einziges Idiom, viele dürften aber mehr oder minder rudimentäre Kenntnisse in den Indianersprachen ihrer Tätigkeitsgebiete gewonnen haben.
Die Rekrutierung erfolgte durch Agenten in Montreal, aber auch an Treffpunkten, wie Grand Portage, Fort William oder Fort Michilimackinac. Sie erfolgte im Spätherbst, oft im Winter, selten im Sommer. Die Kontrakte wurden im Frühjahr nach Montreal geschickt. Die zusammengestellten Gruppen stammten oftmals aus einer Gemeinde. So stammten die Männer von John McDonell, die Joseph Faignant 1793 anwarb, alle aus seiner Gemeinde Berthier in Québec. Faignant war mindestens seit 1781 für die NWC tätig und war innerhalb der Gesellschaft zum Rekrutierer aufgestiegen.
Dabei standen die Rekrutierer, die eine bestimmte Anzahl von Männern anwerben sollten, in Konkurrenz zu den schwankenden Getreidepreisen. Je höher diese waren, desto mehr lohnte sich ein bäuerliches Leben. Hinzu kam, dass milde Winter das Reisen auf dem nicht mehr gefrorenen Boden erschwerten.
Von Indianern und gelegentlich auch von Eskimos übernahmen die Voyageurs Techniken, mit denen man in der oftmals rauen Umgebung überleben konnte. Dies betraf Kleidung, Fortbewegungsmittel wie Hundeschlitten oder Schneeschuhe, aber auch essbare Pflanzen oder den Bau von Unterkünften. Ihr Lebensstil war für Männer, die aus einer Feudalgesellschaft mit ihren zahllosen Zwängen kamen, von starkem Reiz. Einige kehrten nicht wieder in die europäische Gesellschaft zurück.
Da die meisten von ihnen nicht schreiben konnten, hinterließen sie fast keine Aufzeichnungen. Die einzige Ausnahme ist John Mongle, ein Voyageur aus Maskinongé, der seiner Frau 1830 einen Brief schrieb oder wahrscheinlich schreiben ließ. Sechzehn Gegenbriefe an Voyageurs sind erhalten. Abbé Georges Dugas beschreibt in seiner zeitgenössischen Biographie des Händlersohns Jean Baptiste Charbonneau auch einige Aspekte aus dem Leben der Voyageurs. Hinzu kommen Protokolle von Gerichtsverfahren. Der ganz überwiegende Teil der Überlieferung stammt von den höheren Angestellten der Pelzhandelsgesellschaften oder von Reisenden, die ihnen begegneten.
Diese Berichte sind unter großem Vorbehalt zu betrachten, denn sie dienten oftmals der Darstellung der wilden, rauen Lebensverhältnisse, der Natur, der ethnischen Gruppen, und oftmals der Präsentation der eigenen Person. So durfte nur in den Montrealer Beaver-Club eintreten, wer sich mindestens einen Winter westlich des Oberen Sees aufgehalten hatte. Eine positive Schilderung ihrer schwierigen Arbeit, ihrer Loyalität und Effizienz warf somit immer ein gutes Licht auf die Führungskräfte. Gelegentlich werden sie als einfache Männer beschrieben, die ihrem Hunger, ihrer Eitelkeit und ihren Gelüsten folgten, und die man führen müsse, wie Kinder. Sie sprachen nur über Pferde, Hunde, Kanus und Frauen, und starke Männer, wie Daniel Harmon meinte.
Schon Alexander Ross bezeichnete sie als „Söhne der Wildnis“. Sie seien redselig und unabhängig. Er berichtet von dem Ältesten einer Voyageur-Gruppe, er sei seit 42 Jahren tätig, davon 24 Jahre als Kanu-Mann. Dabei ruderte er jeden Tag 50 Lieder lang, wobei er stolz darauf war, dass er selbst in wildesten Gewässern niemals das Rudern oder seinen Gesang unterbrochen habe. Er habe zwölf Frauen – alle von ihnen prächtig gekleidet –, fünfzig Pferde und sechs Rennhunde gehabt. 500 Pfund seien durch seine Hände gegangen, und er habe alles für sein Vergnügen ausgegeben. Obwohl er kein Geld mehr habe, gebe es kein glücklicheres, freieres, abwechslungsreicheres und unabhängigeres Leben als das eines Voyageurs.
Wie alle Männergesellschaften kultivierten sie Männlichkeit, was sich vor allem in Form von Boxkämpfen, Kanu-Wettrennen, Trinken, Spielen und Risikobereitschaft niederschlug. Tanz und Musik boten eine andere Art der Gemeinschaftlichkeit, die wiederum französische und indianische Traditionen verbanden. Auch die geradezu theatralische Aufführung von Widerstand gegen die Zumutungen der Führer der Handelsgesellschaften und das Feilschen um Verträge und Preise gehörten dazu. So gewann man in der Gruppe Ansehen und „männliches Kapital“. Mehr zu können oder indianischer zu sein als die Indianer diente ebenfalls dem Erwerb von Ansehen, ebenso wie die Verachtung für den bürgerlichen Lebensstil. Weitere Hinweise, in welcher Art und Weise Gruppensolidarität erzeugt wurde, liefert die Analyse der Rituale, etwa beim Aufbruch oder bei der Ankunft in den Handelsposten.
Ihr religiöses Weltbild war von ihrer katholischen Heimat, von ländlich-magischen Vorstellungen und von den Religionen der Ureinwohner geprägt.

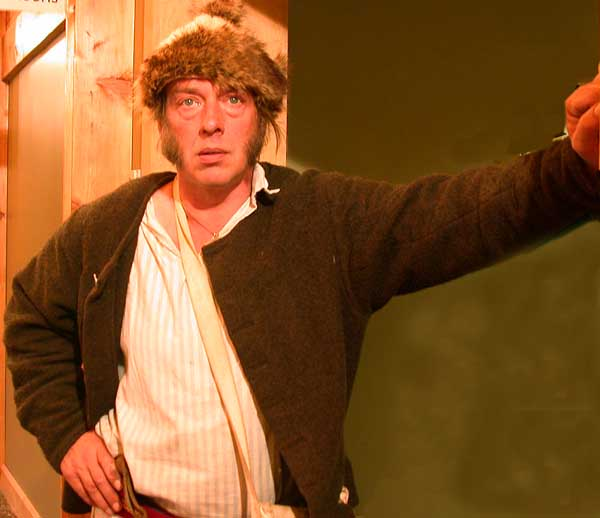
Schauspieler in historischem Voyageurskostüm

Als erste wissenschaftliche Untersuchung zu den Voyageurs gilt die Arbeit von Grace Lee Nute von 1931. Ansonsten steht der Ertrag der Forschung in krassem Gegensatz zu dem Ansehen und der hochgradigen Romantisierung dieser Gruppe, die vielfach Kanada repräsentiert und bei einer Vielzahl von Gelegenheiten als Markenzeichen oder Werbemittel eingesetzt werden. Außer über ihre Herkunft, ihre Zahl und ihre ökonomischen Leistungen, die man den Arbeitskontrakten entnehmen konnte, war wenig bekannt. 2004 analysierte Heather Devine die Bedeutung der Voyageurs für die Ethnogenese und die Familiengeschichte. Ihre Geschichte als Arbeitsverpflichtete untersuchte Carolyn Podruchny erst 2006.
Der im Norden des US-Bundesstaates Minnesota nahe der kanadischen Grenze an einer der traditionellen Pelzhandelsrouten gelegene Voyageurs-Nationalpark ist in Erinnerung an die Voyageurs benannt worden. Ebenfalls ist ein im Osten der kanadischen Provinz Ontario am Ottawa River gelegener Provinzpark, der Voyageur Provincial Park, in Erinnerung an sie benannt.

## Nationale Würdigung
Die Rolle der Voyageurs bei der Erschließung des kanadischen Westens wurde am 19. Mai 1936 durch die kanadische Regierung, auf Vorschlag des Historic Sites and Monuments Board of Canada, gewürdigt und zu einem „nationalen historischen Ereignis“ erklärt.